# 10. (krajinska) divizija (NOVJ)
10. (krajinska) divizija je bila partizanska divizija, ki je delovala v sklopu NOV in POJ v Jugoslaviji med drugo svetovno vojno.

## Zgodovina
Ustanovljena je bila 13. februarja 1943, pri čemer je imela okoli 700 borcev.

## Poveljstvo
Poveljniki
- Milorad Mijatović

Politični komisarji
- Nemanja Vlatković

## Sestava
Februar 1943
- 9. krajiška brigada
- Ribniški narodnoosvobodilni partizanski odred
- Glamoški narodnoosvobodilni partizanski odred